# 80 e basta!
80 e basta! è l'undicesimo album di Ivan Cattaneo, pubblicato nel 2010.

## Tracce
1. Amore disperato
2. Un ragazzo di strada
3. Tenax
4. Tomorrow
5. Polisex
6. Una zebra a pois
7. Il geghegè
8. L'estate sta finendo
9. Kobra
10. Ci stiamo sbagliando
11. Tropicana
12. Figli delle stelle
13. Rio De Janeiro
14. I maschi
15. Righeira Medley

## Formazione
- Ivan Cattaneo - voce
- Roberto Cetoli- tastiere, arrangiamenti e mix
- Karin Mensah - voce, cori
- Gianluca Anselmi - chitarra
- Pier Brigo - basso
- Luca Donini - sax
- Franco Tufano, Giulia Ugatti, Nicola Campagnolo - cori